# Bảo tàng Thị trấn Nhỏ ở Bieżuń
Bảo tàng Thị trấn Nhỏ ở Bieżuń (tiếng Ba Lan: Muzeum) là một bảo tàng tọa lạc tại số 19 Quảng trường chợ cũ, Bieżuń, huyện Żuromiński, tỉnh Mazowieckie, Ba Lan. Bảo tàng là một chi nhánh của Bảo tàng Vùng nông thôn Mazovian ở Sierpc.

## Lịch sử
Bảo tàng Thị trấn Nhỏ ở Bieżuń được thành lập vào năm 1974 với tư cách là Bảo tàng Khu vực theo khởi xướng của Stefan Gołębiowski - một nhà hoạt động xã hội địa phương, giáo viên và nhà thơ - và Marian Przedpełski - một nhà dân tộc học và nhà sử học. Năm 1986, Bảo tàng được đổi tên thành Bảo tàng Lịch sử và Văn hóa Vật chất của Thị trấn Nhỏ. Từ năm 1994, Bảo tàng hoạt động với tên gọi hiện tại là Bảo tàng Thị trấn Nhỏ ở Bieżuń.
Ban đầu, trụ sở của Bảo tàng là toà nhà ở số 2 Phố Zamkowa. Năm 1993, các bộ sưu tập của Bảo tàng được chuyển đến trụ sở hiện tại.

## Triển lãm

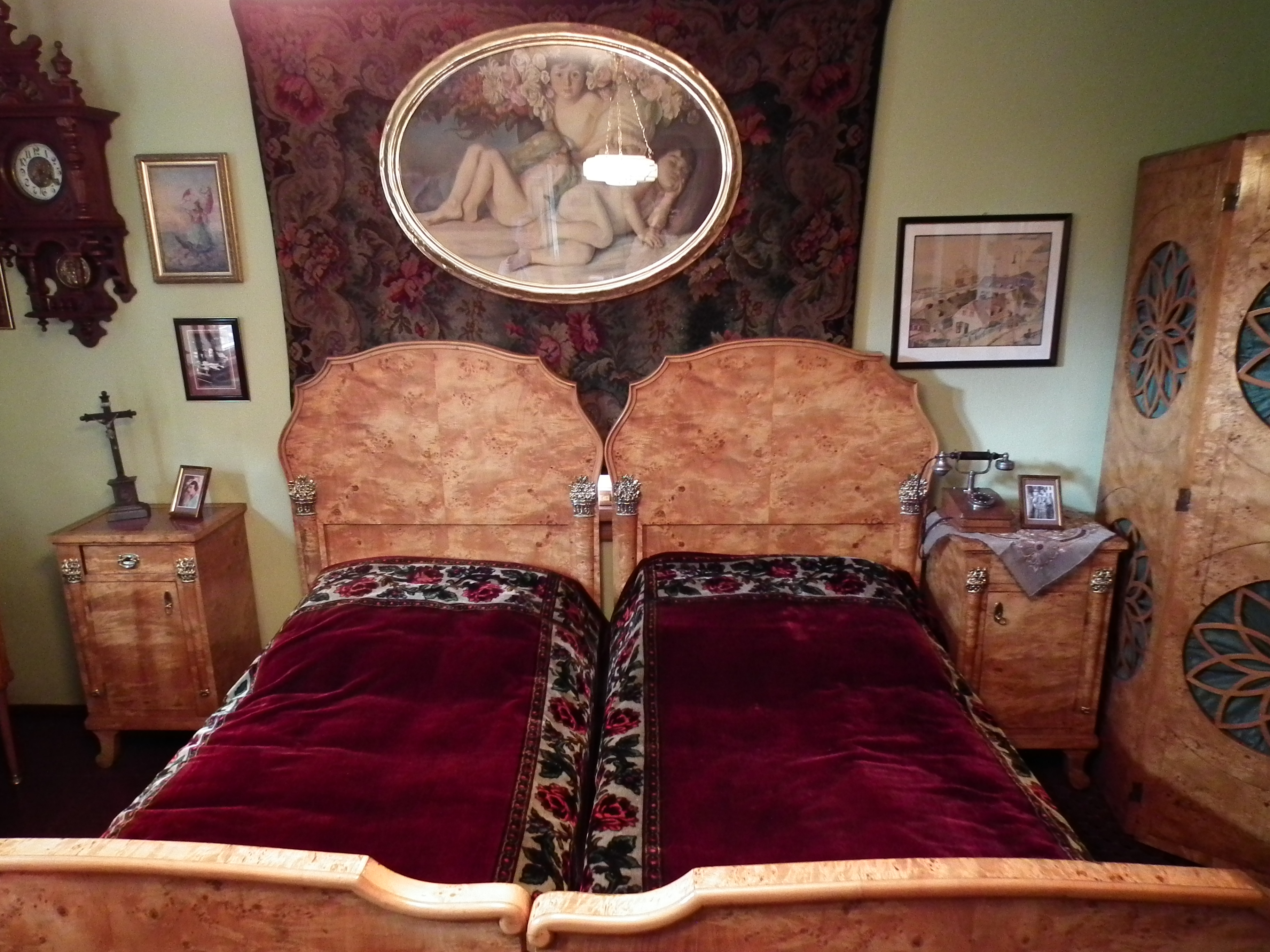
Triển lãm trong Bảo tàng

Bộ sưu tập của Bảo tàng Thị trấn Nhỏ ở Bieżuń hiện đang bao gồm các triển lãm lịch sử và dân tộc học thể hiện lịch sử và văn hóa của vùng Płock trước đây và văn hóa vật chất của một thị trấn nhỏ từ nửa sau thế kỷ 19. Ngoài ra, Bảo tàng còn tổ chức các cuộc triển lãm tạm thời về tác phẩm nghệ thuật của các nghệ sĩ địa phương và nghệ thuật dân gian.

## Giờ mở cửa
Bảo tàng Thị trấn Nhỏ ở Bieżuń hoạt động quanh năm, mở cửa tất cả các ngày trong tuần trừ thứ Hai.